# جسیکا آلونسو برناردو
جسیکا آلونسو برناردو (اسپانیایی: Jessica Alonso Bernardo‎؛ زادهٔ ۲۰ سپتامبر ۱۹۸۳) بازیکن هندبال زن اهل اسپانیا است.
از باشگاه‌هایی که در آن بازی کرده‌است می‌توان به باشگاه فوتبال لو آور اشاره کرد.